# 保土ケ谷二俣川線
保土ケ谷二俣川線（ほどがやふたまたがわせん）は、神奈川県横浜市における都市計画道路。保土ケ谷区岩崎町から旭区本村町までを繋ぐ約6,120mの道路として計画されたが、2008年（平成20年）の見直しにより岩崎町から保土ケ谷区今井町の区間が廃止され、現在では約3,580mの計画道路となっている。
都市計画法に基づく名称は「横浜国際港都建設計画道路3・6・5号保土ケ谷二俣川線」。

## 概要
当初計画では保土ヶ谷バイパスの狩場ICから本村ICまでの区間と並行して伸びている路線であるが、後述のとおり環状2号線（保土ケ谷区今井町）までの区間は現在では廃止（このうち約2,100mは整備済み）されている。
環状2号線との交差付近には今井川の水源がある。沿線に高野山真言宗金剛寺や神奈川県立商工高等学校、浄土宗源圓山浄性院などがある。
保土ヶ谷バイパスの南本宿IC付近までの区間が整備済みで、その先では旭区本宿町の本宿地区にて2024年時点で事業中（#整備事業を参照）となっている。同地区では同じく事業中の鴨居上飯田線と接続する計画で、前述の南本宿ICや二俣川駅南口、中田さちが丘線方面との接続路線となる予定である。

### 路線データ
- 延長：約3,580m（当初計画：約6,120m）
- 起点：保土ケ谷区今井町（環状2号線）
（当初起点：保土ケ谷区岩崎町 元町ガード）
- 終点：旭区本村町（神奈川県道40号横浜厚木線）

## 歴史
- 1899年（明治32年）から1902年（明治35年）の間に、横浜厚木線として開通した[1]。
- 1917年（大正6年）に設立された神中軌道（現 相鉄本線）は、この道路に沿ってレールを敷設する計画で軌道特許を申請していた[3]が、1923年（大正12年）の関東大震災後に帷子川を沿う現在のルートへ変更となった。
- 1936年（昭和11年）9月に二俣川から旭区役所前を通過するルート（現在の神奈川県道40号横浜厚木線、通称：厚木街道）が整備され、横浜〜厚木間の交通ルートは八王子街道を経由するものが主要となった。これに伴い、路線名称が横浜厚木線から保土ケ谷二俣川線へと変更になった。

## 整備事業

### 保土ケ谷区岩崎町〜保土ケ谷区今井町（廃止）
2008年（平成20年）5月に横浜市道路局より公表された「都市計画道路網の見直しの素案」によって起点から約360mの未整備区間が変更候補となった。さらに既存の現道が十分な交通機能を有していることに加えて都市計画道路同士は接続していることが望ましいため、2011年（平成23年）12月の都市計画変更で隣接する環状2号線までの整備済区間（約2,100m）と共に廃止された。

### 旭区本宿地区（事業中）
保土ヶ谷バイパスの南本宿IC付近（交差点）から鴨居上飯田線との接続地点までの区間（本宿地区）にて、1991年（平成3年）度より事業化が行われている。この区間と鴨居上飯田線の本宿地区について2025年（令和7年）12月までに整備が完了する見込みで、これらの区間の開通によりさちが丘・二俣川駅南口から相鉄線の陸橋（さちが丘陸橋）や踏切（鶴ヶ峰10号踏切）、厚木街道を介することなく、保土ヶ谷バイパスに乗り入れることが可能となる。
また計画上では、相鉄本線を超えて旭区本村町にて厚木街道と接続することになっているが、こちらは鶴ヶ峰駅付近の連続立体交差事業（2033年度事業完了予定）を契機として、事業化に向けた検討を進めていく方針である。
事業中区間の状況

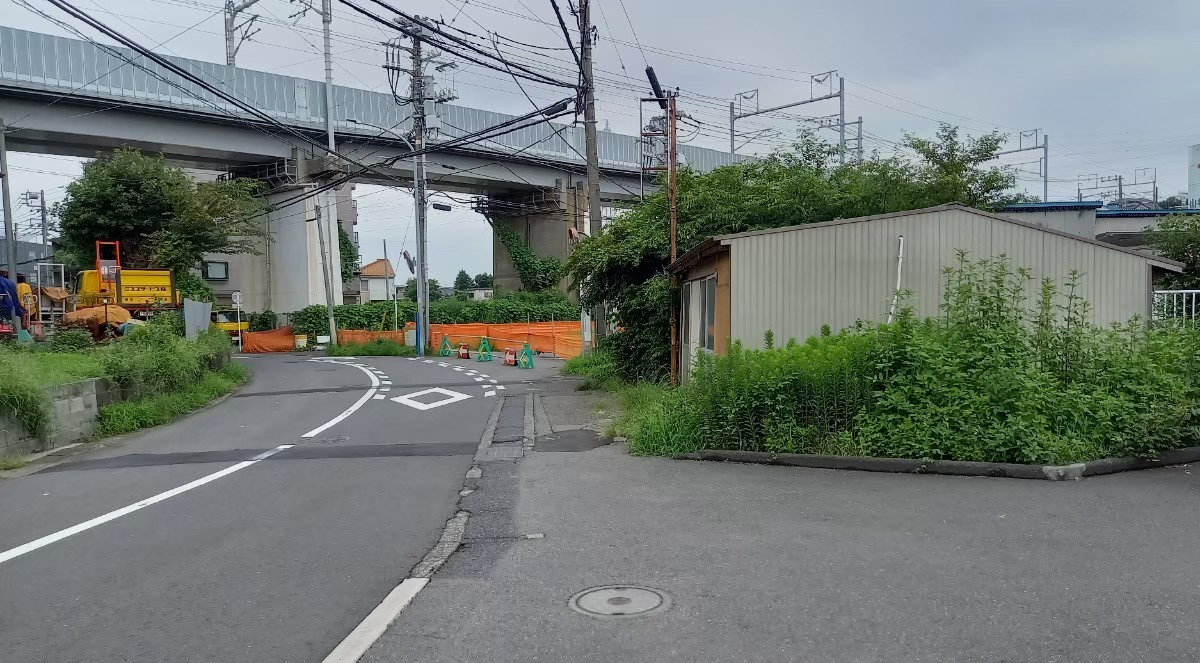
東海道線新幹線の下を直進し、鴨居上飯田線と接続する（2022年9月撮影）
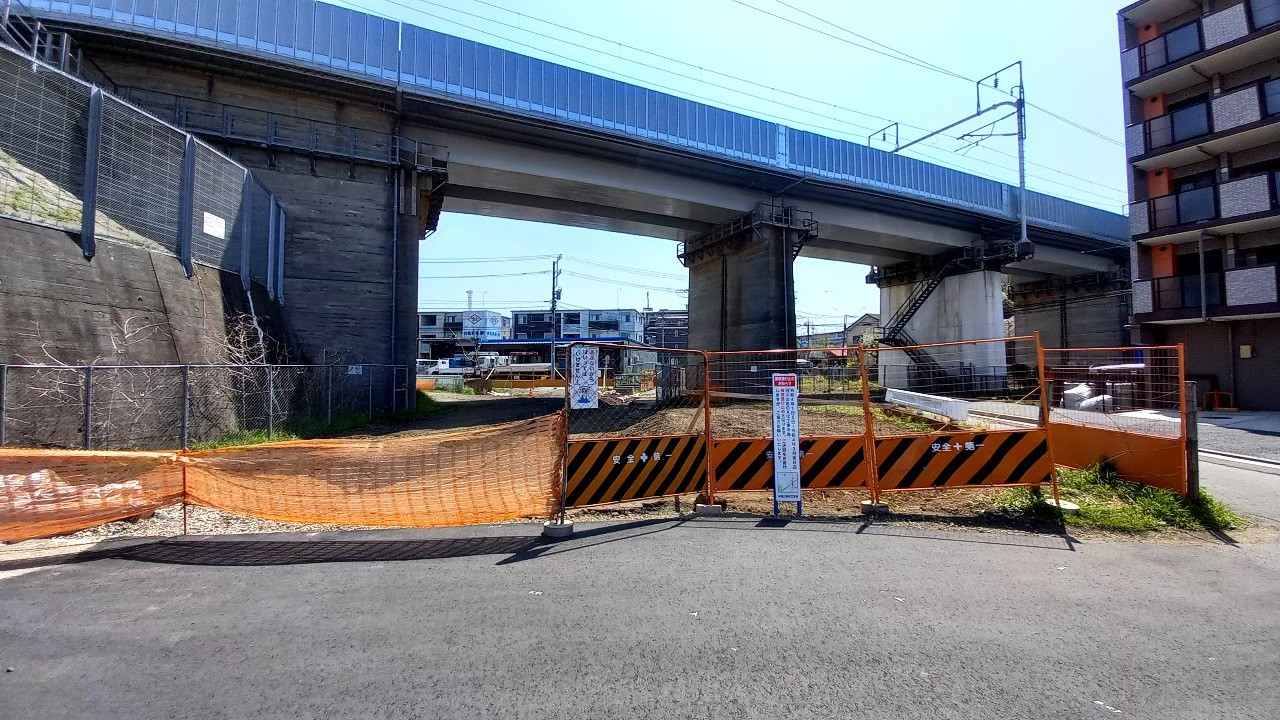
鴨居上飯田線と本線を利用することで、二俣川駅南口から相鉄線をまたがずに保土ヶ谷バイパスへアクセスできる（2022年9月撮影）
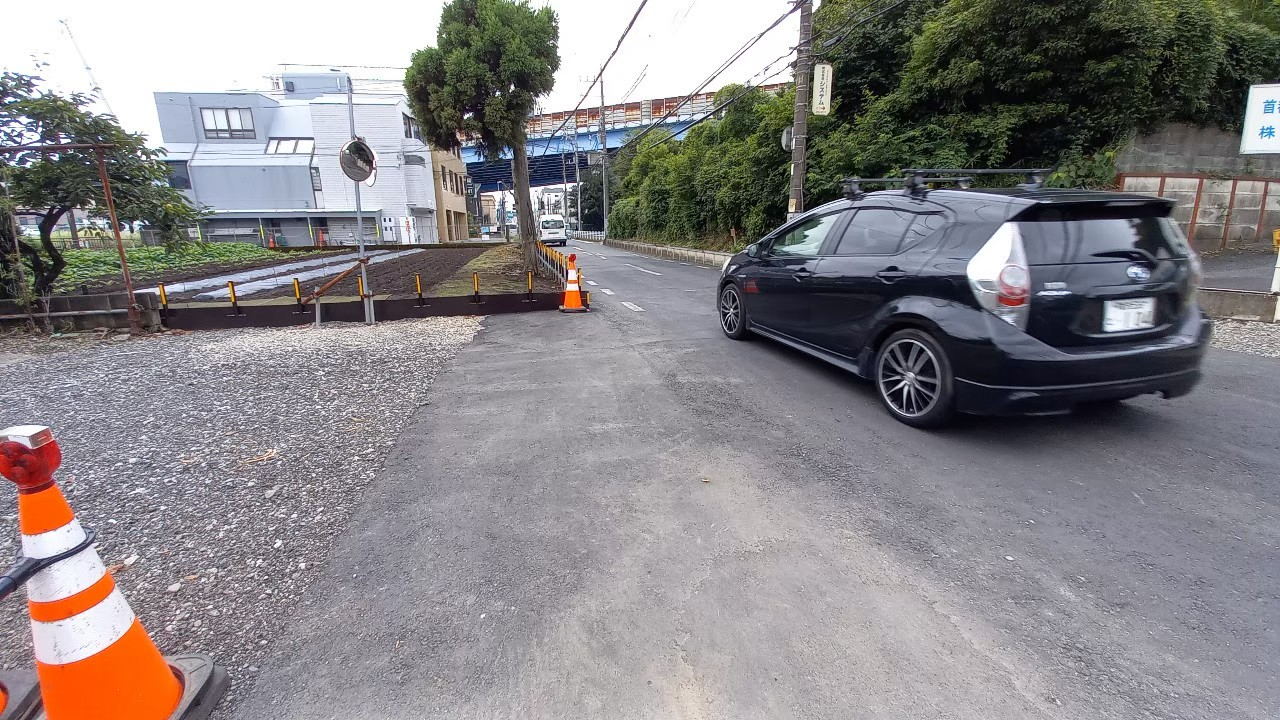
写真奥に見える保土ヶ谷バイパス（2022年9月撮影）
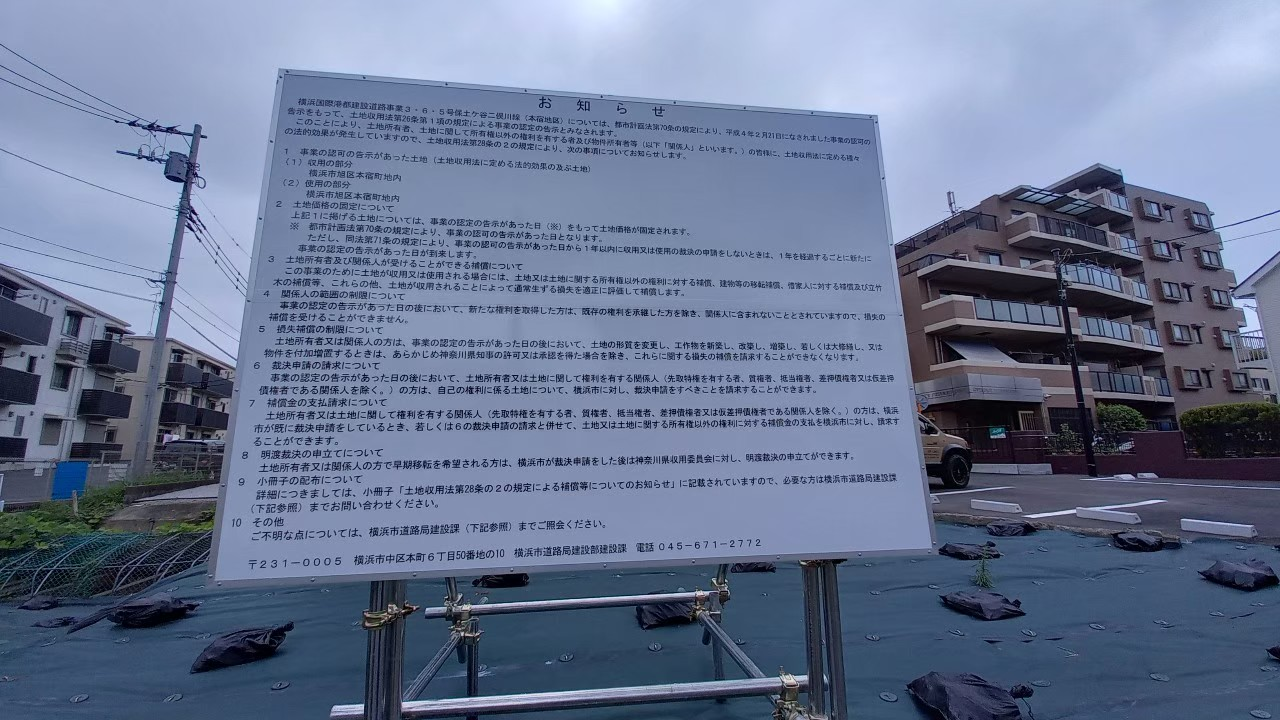
事業化を知らせる看板（2022年9月撮影）

## 地理

### 通過する自治体
- 神奈川県
  - 横浜市
    - 保土ケ谷区
    - 旭区

### 経路および交差する道路
- 旧東海道
- 横浜横須賀道路
- 横浜新道
- 環状2号線
- 保土ヶ谷バイパス（南本宿IC）
- 鴨居上飯田線
- 神奈川県道40号横浜厚木線

### 交差する鉄道・河川
- 東海道線
- 横須賀線
- 湘南新宿ライン
- 今井川
- 東海道新幹線
- 相鉄線